# Søren Rieks
Søren Rieks (ur. 7 kwietnia 1987 w Esbjergu) – duński piłkarz występujący na pozycji pomocnika. Od 2018 gra w drużynie Malmö FF.

## Kariera klubowa
Søren Rieks zawodową karierę rozpoczynał w 2005 roku w zespole Esbjerg fB, którego jest wychowankiem. W pierwszej lidze duńskiej zadebiutował 7 maja 2006 roku w przegranym 1:3 meczu z Aarhus GF. W 69. minucie zmienił wówczas Andreasa Klarströma. Był to jedyny występ Rieksa w sezonie 2005/2006, który Esbjerg fB zakończył na 6. pozycji w ligowej tabeli. W kolejnych rozgrywkach duński pomocnik wciąż pełnił rolę rezerwowego – wystąpił w 11 spotkaniach, jednak tylko w 1 jako podstawowy gracz swojej drużyny.
Miejsce w podstawowym składzie Esbjerg fB Rieks wywalczył sobie w sezonie 2007/2008. Duńczyk w 27 ligowych występach zdobył 7 bramek, dzięki czemu wspólnie ze swoim rodakiem Martinem Vingaardem i Gambijczykiem Njogu Demba-Nyrénem był najlepszym strzelcem w drużynie. Rieks strzelił między innymi 2 gole w zwycięskim 6:1 meczu z Lyngby Boldklub. 1 maja 2008 zdobył natomiast 2 bramki w przegranym 2:3 finałowym spotkaniu Pucharu Danii z Brøndby IF. Esbjerg fB zajęło w lidze 7. pozycję, a kolejne rozgrywki zakończyło na 9. lokacie.
Od początku sezonu 2009/2010 Rieks razem z Holendrem Timem Janssenem był najlepszym strzelcem swojego klubu. Menedżer gracza – Gulli Tomasson poinformował, że pozyskaniem jego klienta zainteresowanych jest kilka holenderskich zespołów. Sam Rieks przyznał, że jest fanem Manchesteru United, a jego piłkarskim idolem jest Paul Scholes.
W 2014 przeszedł do IFK Göteborg, a w 2018 do Malmö FF.

## Kariera reprezentacyjna
W latach 2007–2008 Rieks był reprezentantem Danii do lat 21. W seniorskiej drużynie zadebiutował 14 listopada 2009 roku w zremisowanym 0:0 pojedynku z Koreą Południową. 4 dni później strzelił bramkę w zwycięskim 3:1 spotkaniu przeciwko Stanom Zjednoczonym.